# فرديناند ألكسندر بورشه
فرديناند ألكسندر بورشه (بالألمانية: Ferdinand Alexander Porsche)‏ هو مصمم ألماني ونمساوي، ولد في 11 ديسمبر 1935 في شتوتغارت في ألمانيا، وتوفي في 5 أبريل 2012 في سالزبورغ في النمسا.

## وصلات خارجية
- فرديناند ألكسندر بورشه على موقع مونزينجر (الألمانية)